# Il colore nascosto delle cose
Il colore nascosto delle cose è un film del 2017 diretto da Silvio Soldini, con protagonisti Valeria Golino e Adriano Giannini.

## Trama
A Roma, Teo è un uomo che conduce una vita frenetica, lavora come creativo presso un'agenzia pubblicitaria e nella vita privata sfugge da ogni responsabilità con le sue conquiste femminili. Creativo in un'agenzia pubblicitaria, l'unica cosa che realmente ama è il lavoro, dal quale non si stacca mai, in perenne e compulsivo collegamento con il mondo attraverso il tablet o il cellulare.
Emma ha perso la vista durante l'adolescenza, ma ha accettato il suo handicap come una sfida, non si è lasciata abbattere e conduce una vita appagata lavorando come osteopata e muovendosi autonomamente con il suo bastone bianco. L'incontro tra i due fa nascere una passione; per Emma Teo è l'uomo adatto per concedersi una distrazione dopo la separazione dal marito, mentre per Teo Emma è una donna totalmente diversa dalle donne che ha conosciuto finora. Le loro vite, totalmente diverse, e il modo differente di vedere il mondo li travolgeranno e li cambieranno per sempre, anche quando la loro relazione si interrompe bruscamente e ognuno torna alla propria vita..

## Distribuzione
Il film è stato presentato, fuori concorso, alla 74ª Mostra internazionale d'arte cinematografica di Venezia e distribuito nelle sale cinematografiche italiane l'8 settembre 2017.

## Curiosità
- Anche in questa pellicola il regista compare in un brevissimo cameo nella sala d'aspetto di uno studio medico.

## Riconoscimenti
- 2018 - David di Donatello
  - Candidatura Migliore attrice protagonista a Valeria Golino
- 2018 - Globo d'oro
  - Candidatura Migliore attrice a Valeria Golino